# Кійохара но Мотусуке
Кійохара но Мотуске (*清原 元輔, 908  —990) — середньовічний японський поет періоду Хейан. Один з «36 видатних поетів Японії» (Тридцять шість безсмертних поетів).

## Життєпис
Походив зі знатного роду Кійохара. Син Кійохара но Харуміцу, камі (губернатора) провінції Шімоса, та онук відомого поета Кійохара но Фукаябу. Народився 908 року. Здобув гарну освіту. Про тривалий час кар'єри замало відомостей.
951 року призначено кокуші провінції Кавачі. 961 року призначено другим помічником голови управління креслярів Центрального міністерства, 962 року — заступником управління. 966 року заступник першого помічника МЦентрального міністерства. 967 року послідовно стає старшим секретарем, старшим помічником міністра народних справ. 969 року отримав молодший п'ятий ранг й посаду кокуші провінції Кавачі.
976 року стає камі (губернатором) провінції Суо. 980 року отримав старший п'ятий ранг.986 року призначено камі (губернатором) провінції Хіґо. Помер у червні 990 року.

## Творчість
Його вірші включено в різні офіційні антології, зокрема «Шюї вака-шю» (48 віршів), «Хякунін іс-сю» (вірш № 42), а також до його персональної збори «Мотоске». Як один з членів так званої «П'ятірки грушевого павільйону» він брав участь в складанні імператорської антології «Ґосен вакашю» («Пізніше складена збірка японських пісень»).
Кійохара но Мотуске є одним з коментатором першої поетичної антології «Збірка міріади листя».

## Родина
- Кійохара но Сейдзі (д/н—1025)
- Кайсю (д/н—1015), буддистський чернець
- Кійохара но Муненобу (д/н—1017)
- Кійохара но Масаката (д/н—1027)
- Сей Сьонаґон (966—1025), письменниця і поетеса
- донька